# کمیته ملی المپیک گرجستان
کمیته ملی المپیک گرجستان (گرجی: საქართველოს ეროვნული ოლიმპიური კომიტეტი) یک سازمان ورزشی است که نماینده کشور گرجستان در کمیته بین‌المللی المپیک می‌باشد.
این سازمان که در سال ۱۹۸۹ تأسیس شده مسئول آماده‌سازی و اعزام ورزشکاران به بازی‌های المپیک، بازی‌های المپیک جوانان و بازی‌های اروپایی است.